# Desacoplamento econômico-ambiental

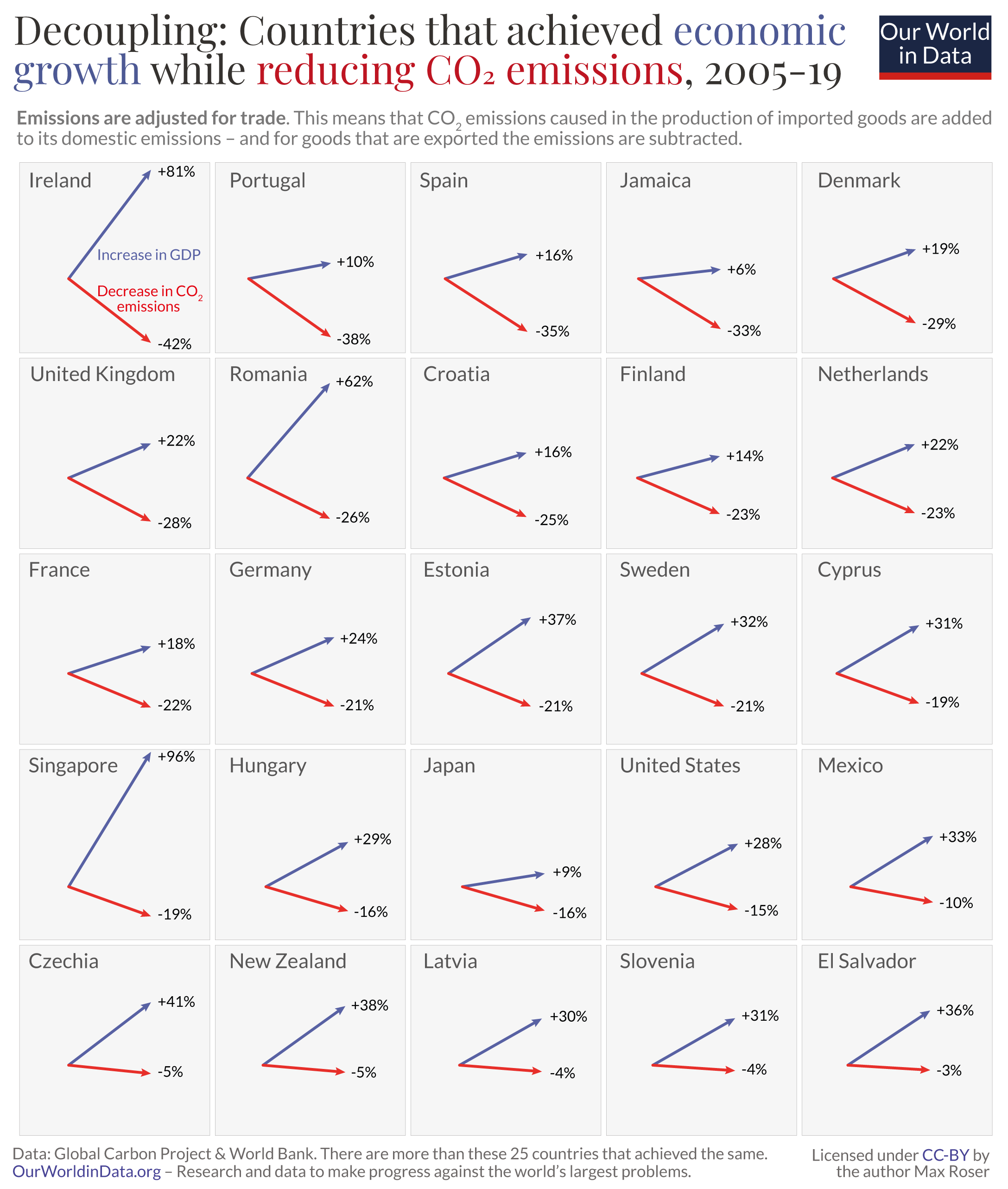
Países que reduziram as emissões enquanto cresciam a economia.

Desacoplamento, no contexto econômico-ambiental, se refere à capacidade de uma economia crescer sem aumentar a pressão ambiental correspondente. De forma geral, o aumento do produto interno bruto (PIB) está associado ao aumento da pressão ambiental, como a emissão de poluentes. O desacoplamento de uma economia seria capaz de sustentar crescimento econômico reduzindo o uso de recursos naturais, como a água ou os combustíveis fósseis , e desvinculando a degradação ambiental.
O desacoplamento é frequentemente medido pela intensidade de emissão de poluentes da produção econômica (vide fator de emissão). Exemplos de desacoplamento absoluto a longo prazo são raros, mas alguns países industrializados recentemente têm desacoplado o crescimento do PIB tanto das emissões de CO2 baseadas na produção quanto, em menor medida, do consumo.
Em países e mercados econômicos onde o desacoplamento pode ser identificado, uma explicação possível é a transição para uma economia de serviços, como sugere a curva de Kuznets ambiental. Em 2002, a OCDE definiu o termo desacoplamento como a "quebra do vínculo entre mazelas ambientais e bens econômicos", de forma que as taxas de aumento da riqueza são maiores do que as taxas de aumento de impactos ambientais.

## Relevância
Historicamente, houve uma correlação próxima entre o crescimento econômico e a degradação ambiental: à medida que as comunidades crescem em tamanho e prosperidade, o meio ambiente declina. Essa tendência é claramente demonstrada em gráficos de números de população humana, crescimento econômico e indicadores ambientais. Há uma preocupação de que, a menos que o uso de recursos seja controlado, a civilização global moderna seguirá o caminho de civilizações antigas que entraram em colapso devido à sobre-exploração de sua base de recursos. Enquanto a economia convencional se preocupa principalmente com o crescimento econômico e a alocação eficiente de recursos, a economia ecológica tem o objetivo explícito de escala sustentável (em vez de crescimento contínuo), distribuição justa e alocação eficiente.
Nos campos econômico e ambiental, o termo desacoplamento está se tornando cada vez mais usado no contexto da produção econômica e da qualidade ambiental. Quando usado dessa maneira, refere-se à capacidade de uma economia crescer sem aumentar a pressão ambiental correspondente. A economia ecológica inclui o estudo do metabolismo social, o fluxo de recursos que entram e saem do sistema econômico em relação à qualidade ambiental. Uma economia que pode sustentar o crescimento do PIB sem prejudicar o meio ambiente é dita desacoplada. Como, se e em que medida isso pode ser alcançado é um assunto de muito debate.
Em 2011, o Painel Internacional de Recursos, hospedado pelo Programa das Nações Unidas para o Meio Ambiente (PNUMA), alertou que até 2050 a espécie humana poderia estar consumindo 140 bilhões de toneladas de minerais, minérios, combustíveis fósseis e biomassa por ano - três vezes sua taxa atual de consumo - a menos que as nações possam fazer tentativas sérias de desacoplamento. O relatório observou que os cidadãos dos países desenvolvidos consomem em média 16 toneladas desses quatro recursos-chave por capita por ano (variando até 40 ou mais toneladas por pessoa em alguns países desenvolvidos). Em comparação, a pessoa média na Índia consome atualmente 4 toneladas por ano.
Estudos de sustentabilidade analisam maneiras de reduzir a intensidade de recursos (a quantidade de recursos, como água, energia ou materiais, necessários para a produção, consumo e eliminação de uma unidade de bem ou serviço), seja por meio de uma melhor gestão econômica, através do design de produto ou ainda por novas tecnologias.
Existem opiniões conflitantes sobre se melhorias na eficiência tecnológica e inovação permitirão um desacoplamento completo do crescimento econômico da degradação ambiental. Por um lado, tem sido afirmado repetidamente por especialistas em eficiência que a intensidade do uso de recursos (ou seja, o uso de energia e materiais por unidade de PIB) poderia, em princípio, ser reduzida em pelo menos quatro ou cinco vezes, permitindo assim um crescimento econômico contínuo sem o esgotamento de recursos e a poluição.
Por outro lado, uma extensa análise histórica das melhorias na eficiência tecnológica mostrou de forma conclusiva que as melhorias na eficiência do uso de energia e materiais foram quase sempre superadas pelo crescimento econômico, em grande parte devido ao efeito rebote (conservação) ou paradoxo de Jevons, resultando em um aumento líquido no uso de recursos e na poluição. Além disso, existem limites termodinâmicos e práticos paraas melhorias de eficiência. Por exemplo, há certos requisitos mínimos inevitáveis de materiais para o cultivo de alimentos, e existem limites para tornar automóveis, casas, móveis e outros produtos mais leves e finos sem o risco de perder suas funções necessárias.
O relatório da OECD de 2019 "Indicadores do meio ambiente em um relance - Mudanças climáticas" aponta que a questão da redução das emissões de gases de efeito estufa ao mesmo tempo em que se mantém o crescimento do PIB é um grande desafio para os próximos anos.

## Terminologia

### Desacoplamento relativo e absoluto
Tim Jackson, autor de Prosperidade sem Crescimento, enfatiza a importância de se diferenciar o desacoplamento relativo e do desacoplamento absoluto:
- O desacoplamento relativo refere-se a um declínio na intensidade ecológica por unidade de produto econômico. Nesta situação, os impactos dos recursos diminuem em relação ao PIB, o que implica que os impactos poderiam estar ainda aumentando.
- O desacoplamento absoluto refere-se a uma situação em que os impactos dos recursos diminuem em termos absolutos. Ela implica que a eficiência no uso de recursos deve aumentar pelo menos tão rápidamente quanto a produção econômica e deve continuar melhorando à medida que a economia cresce. Neste caso o impacto ambiental diminuiria mesmo que o PIB crescesse.[16]

Jackson aponta que uma economia pode alegar corretamente que desacoplou relativamente sua economia em termos de consumo energético por unidade de PIB. No entanto, nessa situação, os impactos ambientais totais ainda estariam aumentando, embora a um ritmo de crescimento menor do que o do PIB. O autor usa essa distinção para alertar contra o argumento tecno-otimista (ou ecomodernista) que usa o conceito de desacoplamento como uma "rota de fuga do dilema do crescimento". Ele aponta que "há muitas evidências para apoiar a existência de [desacoplamento relativo]" nas economias globais, no entanto, "evidências para [desacoplamento absoluto] são mais difíceis de encontrar".

## Falta de evidências para o desacoplamento
Não há evidências empíricas que sustentem a existência de um desacoplamento em escala suficientemente grande para evitar a degradação ambiental, e é improvável que ocorra no futuro. As pressões ambientais só podem ser reduzidas por meio da reavaliação das políticas de crescimento verde, em que uma abordagem de suficiência complementa a maior eficiência.
Segundo o cientista e autor Vaclav Smil, "Sem uma biosfera em boas condições, não há vida no planeta. É muito simples. Isso é tudo o que você precisa saber. Economistas podem afirmar que é possível desacoplar o crescimento do consumo de materiais, mas isso é um absurdo total. As opções são bem claras com base nas evidências históricas. Se você não gerenciar o declínio, então você sucumbe a ele e desaparece. A melhor esperança é encontrar maneiras de gerenciá-lo."

Em 2020, uma meta-análise de 180 estudos científicos observou que não há "evidência do tipo de desacoplamento necessário para a sustentabilidade ecológica", e que "na ausência de evidências robustas, o objetivo de desacoplamento se baseia em parte na fé."